# Pet Peeve
«Pet Peeve» (рус. Кандидаты в бездомные; Кто лучше; Любимая мозоль) — 88-й эпизод в серии короткометражек «Том и Джерри». Дата выпуска: 20 ноября 1954 года.
Это первый эпизод мультфильма, снятый в широкоэкранным формате CinemaScope.

## Сюжет
После того, как Джоан и Джордж посмотрели свои счета, выяснилось, что большая часть их счетов растрачена на собачью и кошачью еду. Джоан и Джордж стали спорить, кого оставить: Тома или Спайка.
Когда Том и Спайк подслушали это за дверью, им пришлось завязать с обжорством. Том и Спайк вынуждены соперничать, кто из них останется жить дома. Джордж заключает пари с Джоан о том, что тот, кто первым поймает Джерри, тот остается жить в их доме. Том и Спайк принимаются за поимку Джерри.
Когда Спайк поймал Джерри, Том делает вид, что уходит из дома, предварительно упаковав вещи в узелок, но он хитро выгоняет Спайка, который потом понял, что его обманули. Спайк со злостью вламывается в дом, в тот момент, когда Том насмехается над его ситуацией. Том переворачивает Спайка как дзюдоист, снова поймав Джерри.
Том и Спайк устраивают поединок с мечами, висящими на стене, которыми испортили часть имущества. Когда Том и Спайк увидели Джерри бегущего по ковру, они свернули ковёр в трубочку, и стали разрезать его вплоть до того, пока не разрезали тапочки Джорджа на две части. Джордж гневается на них и решает выгнать обоих, заставив предварительно собрать вещи. После этого, Джордж решает завести мышь, полагая о том, что мыши едят не слишком много еды (на тот момент у Джерри в норе было очень много еды). Когда Джордж стал проверять Тома и Спайка, собрали ли они все свои вещи, они взяли холодильник и убежали вместе с холодильником из дома в сторону заката.

## Факты
- Джерри здесь играет скорее эпизодическую роль.